# Igor Ganikowskij
Igor Ganikowskij (russisch Игорь Семёнович Ганиковский, transkribiert Igor Semjonowitsch Ganikowski, * 2. März 1950 in Moskau)  ist ein russisch-deutscher Maler und Schriftsteller.

## Leben
Ganikowskij stammt aus einer Lehrerfamilie. 1967 schloss er die Mathematische Spezialschule in Moskau ab. 1972 erhielt er den Abschluss des Moskauer Stahl-Instituts mit Auszeichnung. Ab 1974 betätigte er sich mit ersten Zeichnungen und Bildern als Hobbykünstler. Von 1976 bis 1978 besuchte er in Moskau die Kunststudios von Isaj Braslawski und Michail Kasanski. 1983 nahm ihn die Jugendabteilung des Künstlerverbands auf und er beteiligte sich zum ersten Mal an einer professionellen Ausstellung. 1985 wurde er vom Künstlerverband aufgenommen. 1989 hatte Ganikowskij die erste Ausstellung im Ausland in der Galerie Pelin in Helsinki. 1990 erhielt er ein Stipendium der Gorge Soros-Stiftung und verbrachte einen sechsmonatiger Arbeitsaufenthalt in den USA. 1991 wurde er zum Vizepräsidenten der Internationalen Vereinigung der kreativen Intelligenz „Welt der Kultur“ mit Alfred Schnittke, Sofia Gubajdulina, Andrej Bitov, Alberto Moravia gewählt.
1993 siedelte er nach Deutschland über; er lebt und arbeitet seitdem in Deutschland.

## Werk
Igor Ganikowskij befasst sich mit dreidimensionalen Arbeiten und verwendet Materialien wie Holz oder Eisen. Er ist nach eigenen Angaben „bestrebt zu zeigen, wie sich die Realität auf verschiedenen Realitätsebenen nach und nach offenbart; (...) die Vieldimensionalität der Welt zu erleben und diese aus allen möglichen Blickwinkeln als Ganzes zu sehen“ Er gestaltet hierzu etwa „verhüllte Räume“, etwa in den Serien „T-Konstruktionen“ und „Tore“.
Werke Ganikowskijs finden sich in zahlreichen nationalen und internationalen öffentlichen Museen und Privatsammlungen.

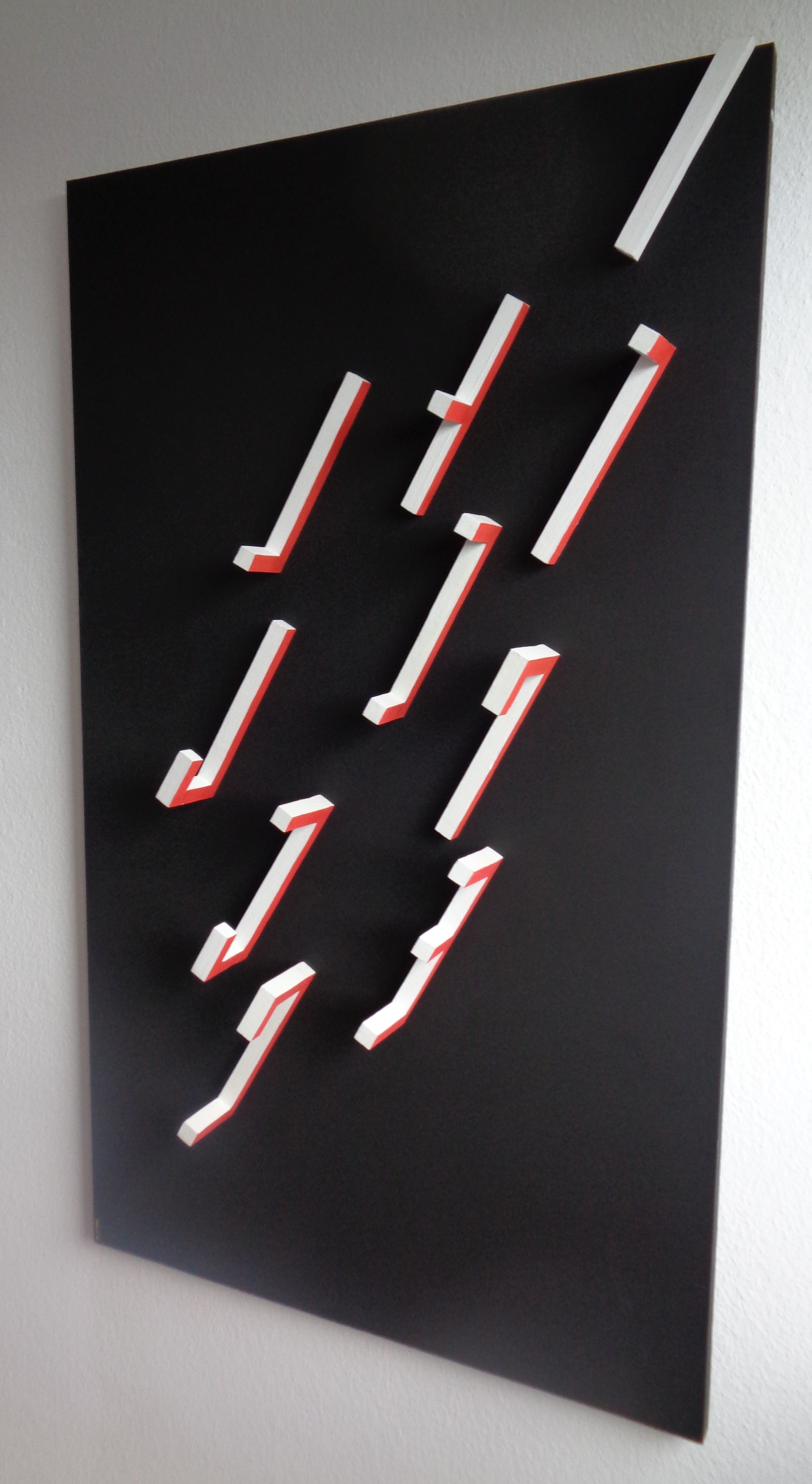
Light, transforming to Words

## Rezeption
Marc Scheps, ehemaliger Direktor des Museum Ludwig, Köln, schrieb: „Die Kunst von Igor Ganikowskij ist mit verborgenen Symbolen beladen und muss entschlüsselt werden, wenn man ihre tiefere Bedeutung erkennen will. Ganikowskij hat eine Sprache visueller Symbole entwickelt und seine scheinbar streng reduzierten Werke offenbaren uns ihre Inhalte erst dann, wenn wir gelernt haben, ihre Rätsel zu lösen. Es lohnt sich deshalb, eine Reise in diese ‚terra artis incognita‘ zu unternehmen, um zu versuchen, in einer Reihe von Stationen eine erste Topographie des Werks zu skizzieren.“
2006 nahm der Verlag Prestel seine farbige Arbeit „Komposition 1“ und einen Artikel über das Werk in die Enzyklopädie „Geschichte der bildenden Kunst in Deutschland“, Vol. 8, „Vom Expressionismus bis Heute“ auf.

## Auszeichnungen
- 2004 August Macke Preis

## Ausstellungen (Auswahl)
Einzelausstellungen
- 1987 Institut Kurtschatow, Moskau
- 1988 Galerie Pelin, Helsinki, Galerie Poll, Berlin
- 1993 Jüdisches Museum Westfalen, Dorsten
- 1996 Märkisches Museum (Witten)
- 1998 Art Basel (mit T.Naraha)
- 1999 Museum am Ostwall, Dortmund
- 2003 Felix-Nussbaum-Haus, Osnabrück
- 2004 Villa Zanders, Bergisch Gladbach
- 2007 „Bücher von Licht und Dunkelheit“, Thomas Morus Akademie, Bensberg
- 2014 Kol Nidre, Museum Groebzig

Gruppenausstellungen
- 1984 Frühlingssausstellung der Moskauer Künstler, Haus der Künstler, Moskau
- 1986 „Moskauer und Leningrader Künstler“, Haus der Künstler, Leningrad;
- 1997–2007 Art Cologne, Köln
- 1998–2006 Art Basel
- 2000–2006 ARCO-Madrid
- 2006 Art-Moscow
- 2010 „Ausgerechnet Deutschland“, Jüdisches Museum Frankfurt
- 2009 Ruckblick, Ausblick, Museum am Ostwall, Dortmund
- 2015 Peter Ludwig Collection, MAMM, Moskau